# Даніела Мойсе
Даніела Мойсе (нар. 4 грудня 1964) — колишня румунська тенісистка.
Найвищу одиночну позицію світового рейтингу — 333 місце досягла 21 грудня 1986, парну — 312 місце — 28 вересня 1987 року.
Здобула 1 парний титул.

## Фінали ITF

### Одиночний розряд: 2 (0–2)
| Результат | Ранг | Дата           | Турнір                   | Покриття | Суперниця       | Рахунок  |
| --------- | ---- | -------------- | ------------------------ | -------- | --------------- | -------- |
| Поразка   | 1.   | 8 липня 1984   | Карпі, Італія            | Ґрунт    | Ольга Царбопулу | 6–7, 3–6 |
| Поразка   | 2.   | 28 квітня 1985 | Гатфілд, Велика Британія | Тверде   | Окамото Куміко  | 4–6, 2–6 |

### Парний розряд: 2 (1–1)
| Результат | Ранг | Дата           | Турнір          | Покриття | Партнерка         | Суперниці                      | Рахунок       |
| --------- | ---- | -------------- | --------------- | -------- | ----------------- | ------------------------------ | ------------- |
| Поразка   | 1.   | 15 липня 1984  | Бостад, Швеція  | Ґрунт    | Елена Герра       | Гелена Олссон Карін Андергольм | 6–1, 6–7, 0–6 |
| Перемога  | 1.   | 21 червня 1987 | Салерно, Італія | Ґрунт    | Вероніка Мартінек | Кейт Макдоналд Гана Ґай        | 7–6, 6–2      |